# Dioon sonorense
Dioon sonorense (De Luca, Sabato & Vázq.Torres) J.Chemnick, T.J.Gregory & S.Salas-Mor., 1997 è una pianta appartenente alla famiglia delle Zamiaceae.

## Descrizione
È una pianta a portamento arborescente, con lunghe foglie composte di colore verde scuro e opache. Le foglioline, lunghe dai 10 ai 18 cm, formano un angolo di 90º col rachide e hanno un margine liscio e intero.
In passato era classificata come varietà di Dioon tomasellii.

## Distribuzione e habitat
Questa pianta è diffusa in Messico, negli stati di Sinaloa e Sonora.
È molto resistente alla siccità, e la si incontra in aree desertiche o sulle pareti aride dei canyon, ma anche nelle zone di transizione tra le foreste di querce e pini e le foreste tropicali.

## Conservazione
La IUCN Red List classifica D. sonorense come specie in pericolo di estinzione (Endangered) a causa dei cambiamenti climatici e dello sfruttamento eccessivo. È inoltre citata nell'Appendice II della Convention on International Trade of Endangered Species (CITES).